# Grañón
Grañón és un municipi de la Rioja, a la regió de la Rioja Alta.

## Geografia
El seu paisatge oscil·la entre zona muntanyenca i boscosa i pendents suaus. La xarxa hidrogràfica és tan escassa que en els estius molt calorosos s'arriba a restringir l'ús d'aigua. La vasta superfície del terme municipal és utilitzada en la seva majoria com camp agrícola. Solament un 10% correspon a terrè arbrat. La terra és de secà, per tant els cultius estan dedicats gairebé completament al cereal, encara que també hi ha grans terrenys de patata i, en menor mesura, d'altres cultius de regadiu com pèsols i mongetes.

## Història
Segons els documents recuperats de l'època l'origen de Grañón es remunta al segle ix, que és la data de la construcció d'un castell per ordre del rei de Castella, Alfons III, sobre el cim d'un turó situat al costat de la vila, conegut com a Mirabel o Mirabelia. Segons les Cròniques Najerenses, en Grañón havia un castell cap a l'any 885. Altres estudis indiquen l'any 889 com la data de construcció del castell. Aquesta fortalesa, juntament amb altres properes, servia per a defensar-se de les incursions musulmanes en territoris cristians. A l'empara del castell de Grañón, van sorgir petits barris i llogarets fins que, a poc a poc, es va anar establint una població. Es coneix l'existència de nombrosos hospitals. Un d'ells era el de Carrasquedo (ermita actual que duu el mateix nom). Granionne va estar implicat en les lluites territorials entre el rei Sanç VI de Navarra i Alfons VIII de Castella, en la segona meitat del segle xi.
En l'any 1176, navarresos i castellans es van reunir sota l'arbitratge del monarca anglès Enric II per a posar fi a la guerra. El rei navarrès reclamava per a si el castell de Mirabel que li corresponia per dret hereditari. Però el castell de Grañón va seguir sent castellà. En 1187, Alfons VIII va concedir un fur a la vila, amb el qual es va determinar la planificació urbanística del nou assentament. Els habitants dels barris es van congregar entorn del monestir de San Juan, situat en el mateix lloc on se situa en l'actualitat l'església parroquial de Sant Joan Baptista. Amb el nou traçat medieval es va revitalitzar el Camí de Santiago, gràcies al fet que Domingo de la Calzada el va treure de la vella calçada romana i ho va dirigir cap a Burgos, passant per Grañón i Redecilla del Camino. Grañón va estar envoltat de muralles, de les quals no es conserva cap vestigi. A mesura que va ser consolidant-se el nou centre urbà, el castell va perdre importància i la vila va ser evolucionant i la seva població augmentant. Les fèrtils terres de Grañón han donat lloc a moltes disputes. La més famosa és "la Llegenda dels Valents", per la qual es van enfrontar les localitats de Grañón i Santo Domingo de la Calzada sobre la possessió de les terres de La Dehesa (1000 Ha.), situades entre ambdós pobles.